# Чемпіонат світу з біатлону 1959
2-й чемпіонат світу з біатлону відбувся у 1959 році у Курмайорі, Італія. Єдиними змаганнями були 20-кілометрові індивідуальна та командна гонка.

## Чоловічі результати

### 20 км індивідуальна гонка
| Медаль | Ім'я               | Країна | Промахи | Результат | Відставання |
| ------ | ------------------ | ------ | ------- | --------- | ----------- |
| 1      | Володимир Меланьїн | СРСР   | 5       | 1:41:05   |             |
| 2      | Дмитро Соколов     | СРСР   | 4       | 1:41:15   | 10          |
| 3      | Свен Агге          | Швеція | 3       | 1:43:24   | 2:18        |

Кожен промах приносив 2 хвилини штрафу.

### 20км командна гонка
| Медаль | Країна   | Штрафи | Результат | Відставання |
| ------ | -------- | ------ | --------- | ----------- |
| 1      | СРСР     |        | 5:10:27   |             |
| 2      | Швеція   |        | 5:26:11   | 15:44       |
| 3      | Норвегія |        | 5:33:47   | 23:20       |

Залік проводився за сумою результатів трьох найкращих спортсменів у індивідуальній гонці.